# Global Footprint Network
Global Footprint Network (en español "Red de Huellas Globales"), fundada en 2003, es un grupo de expertos independiente con sede originalmente en los Estados Unidos, Bélgica y Suiza. Se estableció como una organización benéfica sin fines de lucro en cada uno de esos tres países. 
Global Footprint Network desarrolla y promueve herramientas para promover la sostenibilidad, incluida la huella ecológica y la biocapacidad, que miden la cantidad de recursos que usamos y la cantidad que tenemos. Estas herramientas tienen como objetivo llevar los límites ecológicos al centro de la toma de decisiones. 

## Trabajo
El objetivo de Global Footprint Network es crear un futuro en el que todos los seres humanos puedan vivir bien, dentro de los medios de un solo planeta Tierra. La organización tiene su sede en Oakland, California. La Red reúne a más de 70 organizaciones asociadas, incluyendo WWF International, ICLEI, Bank Sarasin, The Pictet Group, New Economics Foundation, Pronatura México y la Agencia de Medio Ambiente de Abu Dhabi. 

### Cuentas nacionales de huella
Cada año, Global Footprint Network produce una nueva edición de sus Cuentas Nacionales de Huella, que calculan la Huella Ecológica y la biocapacidad de más de 200 países y territorios desde 1961 hasta el presente. Basado en hasta 15,000 puntos de datos por país por año, estos datos se han utilizado para influir en las políticas en más de una docena de países, incluidos Ecuador, Francia, Alemania, Japón, Corea, Filipinas, Rusia, Suiza y los Emiratos Árabes Unidos. 
La Edición 2021 de las Cuentas Nacionales de la Huella cubre 1961-2017 (los últimos datos de la ONU disponibles) e incorpora datos de la Organización de las Naciones Unidas para la Agricultura y la Alimentación, la base de datos Comtrade de las Naciones Unidas, la Agencia Internacional de Energía y más de 20 fuentes más. Es producida en colaboración con Universidad York  y Footprint Data Foundation.

### Explorador de huella ecológica
En abril de 2017, Global Footprint Network lanzó Ecological Footprint Explorer, una plataforma de datos abiertos para las Cuentas de la Huella Nacional. El sitio web proporciona resultados de la huella ecológica de más de 200 países y territorios, y anima a los investigadores, analistas y responsables de la toma de decisiones a visualizar y descargar datos. 

## Día de la sobrecarga de la Tierra
El Día de la Deuda Ecológica, también conocido como Día del Sobregiro de la Tierra o Día de la Sobrecapacidad de la Tierra (en inglés como Earth Overshoot Day, o el Ecological Debt Day y por sus siglas en dicho idioma: EOD), es el día del año (día del calendario) en que la humanidad ha agotado el presupuesto de la naturaleza para el año. Durante el resto del año, la sociedad opera en un exceso ecológico al reducir las reservas de recursos locales y acumular dióxido de carbono en la atmósfera. Es decir cuando el consumo de recursos naturales por parte de los seres humanos excede la capacidad terrestre de regenerar tales recursos ese mismo año.
El primer Día de la Deuda Ecológica fue el 19 de diciembre de 1987. En 2014, el Día del Sobregiro de la Tierra fue el 19 de agosto. El Día del Sobregiro de la Tierra en 2015 fue el 13 de agosto y el 8 de agosto de 2016. En 2022, el Día del Sobregiro fue el 28 de julio.
Cuando se ve a través de una perspectiva económica, el EOD representa el día en que la humanidad entra en un gasto de déficit ecológico. En ecología, el término "Earth Overshoot Day" ilustra el nivel por el cual la población humana supera su ambiente. 

## Fundación
En 2003, el Dr. Mathis Wackernagel, y Susan Burns fundaron Global Footprint Network, un grupo de expertos internacional con sede en Oakland, California, con oficinas en Ginebra y Bruselas. Wackernagel recibió un doctorado honorario en diciembre de 2007 de la Universidad de Berna en Suiza. 

## Liderazgo
- Cofundador y Director Ejecutivo: Mathis Wackernagel
- Cofundadora: Susan Burns
- Directora de operaciones: Sandra Browne
- Directora de Operaciones: Helena Brykarz
- Directora de marketing y comunicaciones: Ronna Kelly
- Director, Programas: Laurel Hanscom
- Director de Investigación: David Lin
- Director, Regiones del Mediterráneo y MENA:Alessandro Galli
- Presidente de la junta: Rob Lilley
- Presidente de honor: empresario e inversor suizo André Hoffmann

## Premios y honores
- Premio Global Environment 2015 de la Asociación Internacional para la Evaluación de Impacto
- Premio Nacional de Sostenibilidad RECYCLAPOLIS 2015
- Miembros del Salón de la Fama de la Sostenibilidad del ISSP Susan Burns y Mathis Wackernagel 2014
- Premio Naturaleza Swisscanto 2013
- Global Footprint Network fue reconocida como una de las 100 principales ONG del mundo por Global Journal en 2012 y 2013.[19][20]
- Premio Planeta Azul 2012[21]
- Premio Boulding 2012[22]
- Premio vinculante 2012